# Arrondissement di Marsiglia
L'arrondissement di Marsiglia è un arrondissement dipartimentale della Francia situato nel dipartimento delle Bocche del Rodano, nella regione della Provenza-Alpi-Costa Azzurra.

## Storia
Fu creato nel 1800, sulla base dei preesistenti distretti.

## Composizione
L'arrondissement è diviso in 21 comuni e 15 cantoni, molti dei quali all'interno della città di Marsiglia, ed elencati di seguito:
- cantone di Allauch
- cantone di Aubagne
- cantone di La Ciotat
- cantone di Marsiglia-1
- cantone di Marsiglia-2
- cantone di Marsiglia-3
- cantone di Marsiglia-4
- cantone di Marsiglia-5
- cantone di Marsiglia-6
- cantone di Marsiglia-7
- cantone di Marsiglia-8
- cantone di Marsiglia-9
- cantone di Marsiglia-10
- cantone di Marsiglia-11
- cantone di Marsiglia-12

| Controllo di autorità | VIAF (EN) 15144647646415276454 · LCCN (EN) n79108882 |